# Magical Maestro
Magical Maestro is een Amerikaanse korte animatiefilm uit 1952 onder de regie van Tex Avery. Deze werd opgenomen in het National Film Registry.

## Verhaal
Een goochelaar solliciteert bij een operazanger om een baantje. De zanger schopt hem echter buiten. Hierop besluit de goochelaar zich te wreken door zich als dirigent te vermommen en met zijn toverstokje de operazanger voortdurend om te toveren in allerlei figuren.